# Worshipful Company of Curriers
Die Worshipful Company of Curriers (auch kurz: Curriers’ Company) ist die Livery Company der Gerber und Lederschneider der City of London. Die einer Zunft ähnliche Vereinigung existiert seit 1272.
Am 30. April 1606 erhielt sie von König James I. eine Königliche Satzung und damit offiziellen Status.
In der Rangfolge der Londoner Livery Companies steht sie an 29. Stelle. Mit dem Rückgang der von ihr vertretenen handwerklichen Berufsbilder widmet sich die Curriers’ Company heute verstärkt wohltätigen Aufgaben.
Ihr Wahlspruch ist Spes Nostra Deus (etwa „Unsere Hoffnung liegt in Gott“).
Die Company engagiert sich im staatsbürgerlichen Leben der City of London und unterstützt den Lord Mayor und die Sheriffs of London.
Amtierender Zunftmeister (Master Currier) 2024/25 ist Piers Williamson.